# Kuhfuß (Werkzeug)

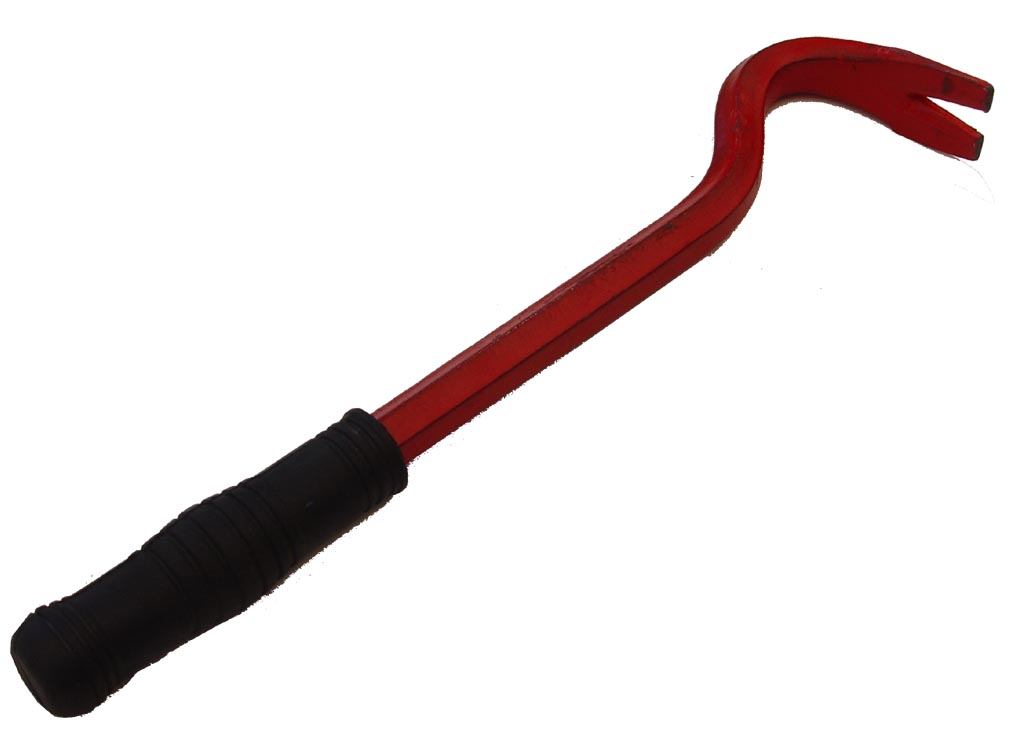
Großer Kuhfuß oder Nageleisen

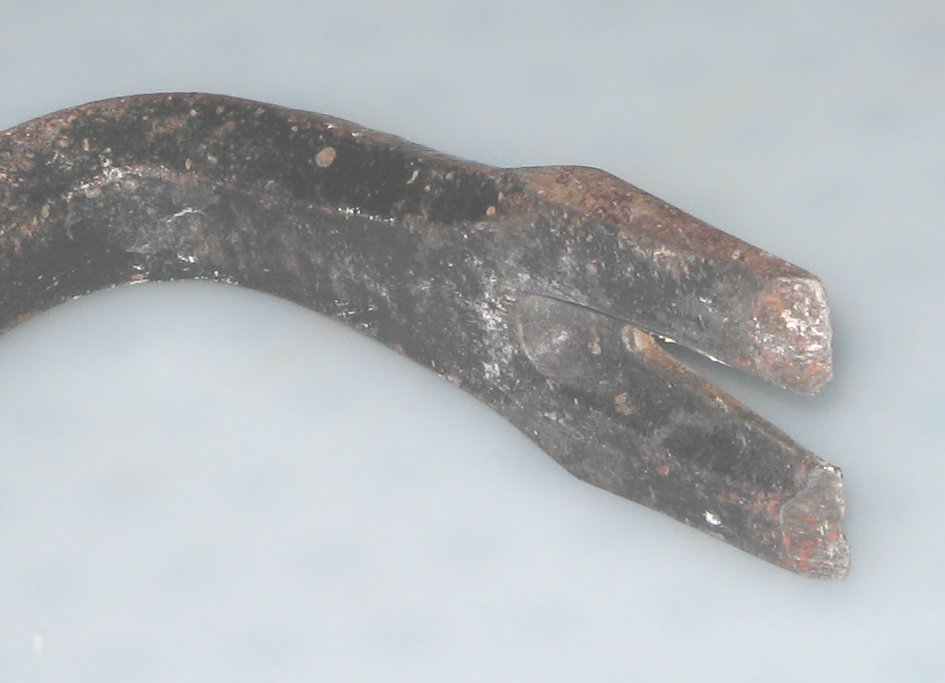
Klaue (Klinge) eines Kuhfußes

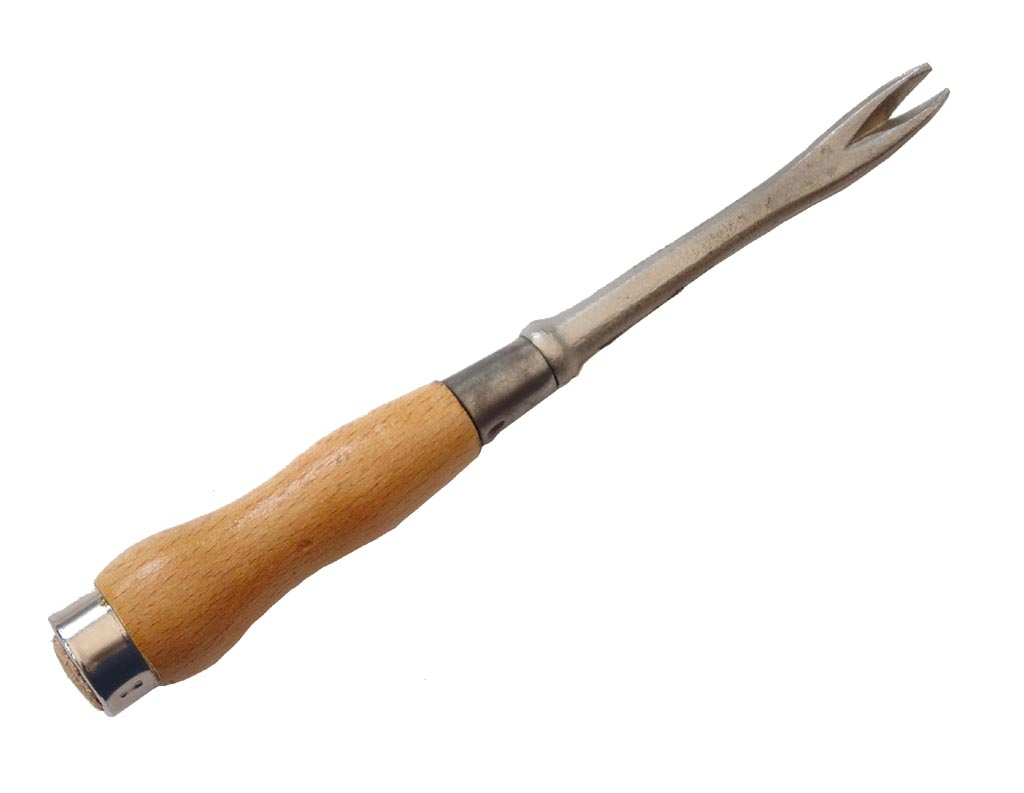
Nagelheber im Polsterei- und Schuhmacherhandwerk

Ein Kuhfuß oder Nageleisen (auch Ziegenfuß, Geißfuß bzw. in österreichischen Dialekten Goashaxn oder Gashaxn) ist ein Werkzeug zum Herausziehen von eingeschlagenen Metallnägeln. Der Name leitet sich von der Form der Klauen bei Paarhufern wie Kuh bzw. Ziege („Geiß“) ab.
Die Bezeichnung „Nageleisen“ ist mehrdeutig, da dieser Begriff auch für ein Grundwerkzeug der traditionellen Schmiedetechnik zur Herstellung von handgeschmiedeten Nägeln verwendet wird.
Die Bezeichnung „Geißfuß“ ist ebenfalls mehrdeutig, da diese auch ein Werkzeug zum Bearbeiten von Linol- und Holzschnitten bezeichnet.

## Gestaltung eines Kuhfußes
Kuhfüße gibt es, entsprechend den Nagelgrößen, in verschiedenen Größen von 10 bis 100 cm Länge. Der vordere Teil (die Klaue) ist bogenförmig bis zu 90 Grad abgewinkelt und am Ende zu einer Klinge abgeflacht, die eine tiefe Einkerbung hat. Ebenso gibt es eine Variante mit Klaue an beiden Enden des Nageleisens.

## Varianten

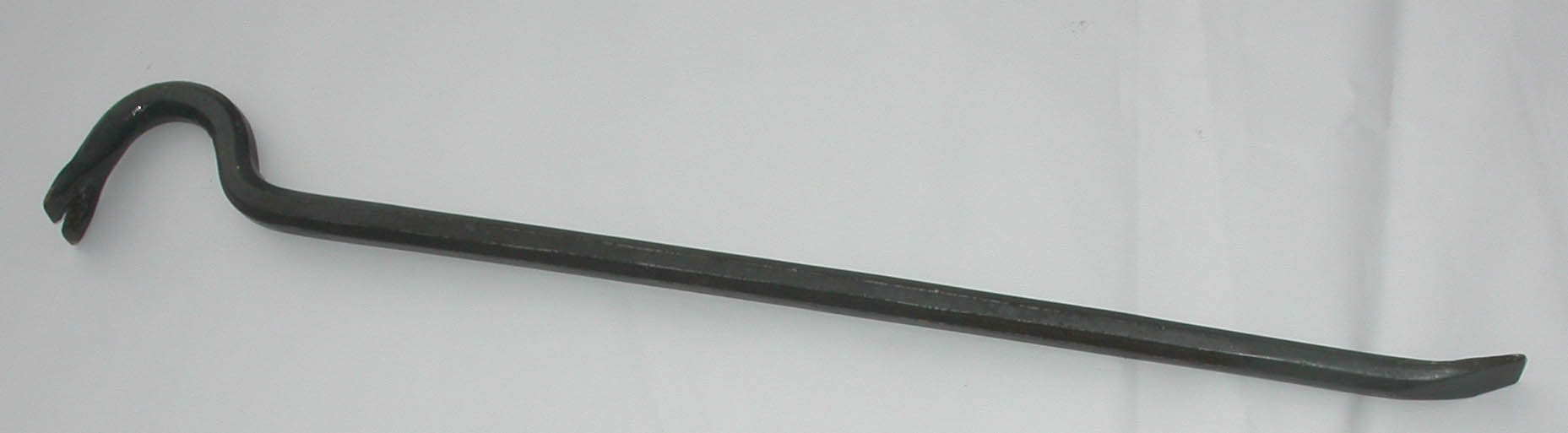
Kombinationswerkzeug: Kuhfuß und Brechstange

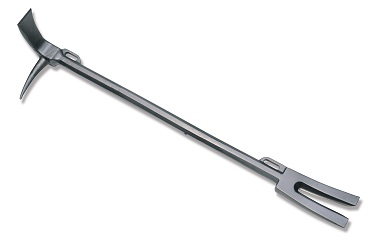
Halligan-Tool

Als Variante des Kuhfußes können die Klischeeheber bezeichnet werden, die im Buchdruck Verwendung finden. Mit der kleinsten Ausprägung des Werkzeugs werden Musikinstrumente und Bücher restauriert. Hier finden sich jedoch die Bezeichnungen „Kuhfuß“ bzw. „Nageleisen“ kaum noch.
Es gibt auch kombinierte Werkzeuge, die an einem Ende einem Kuhfuß und am anderen Ende einer Brechstange gleichen.

## Verwendung
In der Anwendung wird der Kuhfuß so am Nagel positioniert, dass der Nagelstift in der Einkerbung und der Nagelkopf auf der Klinge liegt. Das Herausziehen des Nagels erfolgt dann über die Anwendung der Hebelkraft. Kuhfüße sind Brechstangen teilweise recht ähnlich und können als solche verwendet werden. Gelegentlich werden Kuhfuß bzw. Brechstange fälschlich als Stemmeisen bezeichnet, letzteres ist ein Werkzeug zum Ausstemmen, die Brechstange hingegen zum Aufstemmen.
Auf die Verwendungsmöglichkeit als Brechstange bezieht sich die Erwähnung des Kuhfußes in der Definition der Einbruchs-Widerstandsklasse RC3 in der für das Bauwesen relevanten Norm EN 1627.
Koevoet (afrikaans und niederländisch für Kuhfuß) war eine paramilitärische Spezialeinheit der südwestafrikanischen Polizei zur Aufstandsbekämpfung, die zwischen 1978 und 1989 vorrangig in Südwestafrika (heute Namibia) operierte.

## Vorteile
Alternativ werden regelmäßig auch Zangen für diese Arbeit eingesetzt. Der Vorteil des Kuhfußes besteht darin, dass der Nagel formschlüssig gehalten wird, während Zangen den Nagel kraftschlüssig halten müssen. Dies hat zur Folge, dass der Nagelkopf leichter abreißen kann. Zudem sind Zangen mit langem Hebelarm im Gegensatz zu Kuhfüßen sehr unhandlich. Kuhfüße sind entsprechend ohne besondere Nachteile für einen optimalen Hebelarm gestaltet.